# Habichtfalke
Der Habichtfalke (Falco berigora) ist eine Vogelart aus der Familie der Falkenartigen (Falconidae). Er bewohnt offene oder halboffene mit Bäumen bewachsene Landschaften Australiens und Neuguineas, von Halbwüsten bis hin zu Bergwäldern. Der Habichtfalke ist ein wenig spezialisierter Beutegreifer, seine Nahrung besteht aus kleinen Säugetieren, Vögeln und Insekten, die er im Flug oder am Boden fängt.  Der Bestand wird auf mehrere Hunderttausend Individuen geschätzt, die Art gilt als ungefährdet.

## Merkmale

### Aussehen und Körperbau
Der Habichtfalke ist ein vergleichsweise kräftiger, mittelgroßer Falke, der einen deutlichen Geschlechtsdimorphismus bezüglich der Größe aufweist. Die Körperlänge beträgt 41–51 cm und die Flügelspannweite 88–115 cm. Männchen erreichen in der Regel nicht die Größe der kleinsten Weibchen. Weibchen haben ein Gewicht mit 495–681 g und eine Flügellänge von 338–371 mm, der Schwanz misst 193–217 mm. Das Gewicht der Männchen liegt zwischen 340 und 419 g; die Flügellänge beträgt 315–334 mm, der Schwanz misst 185–196 mm, was in etwa 75 % der Körpergröße des Weibchens entspricht.

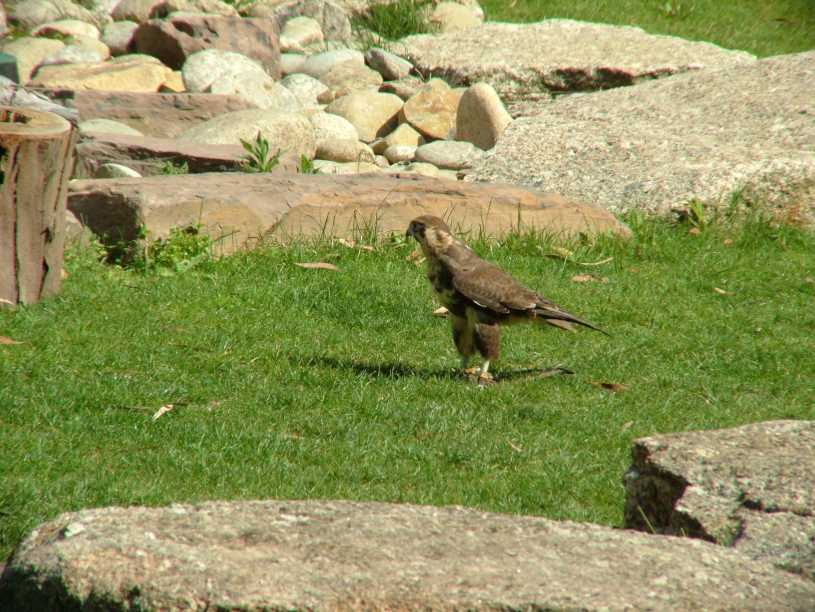
Habichtfalke, braune Morphe mit heller Bauchseite

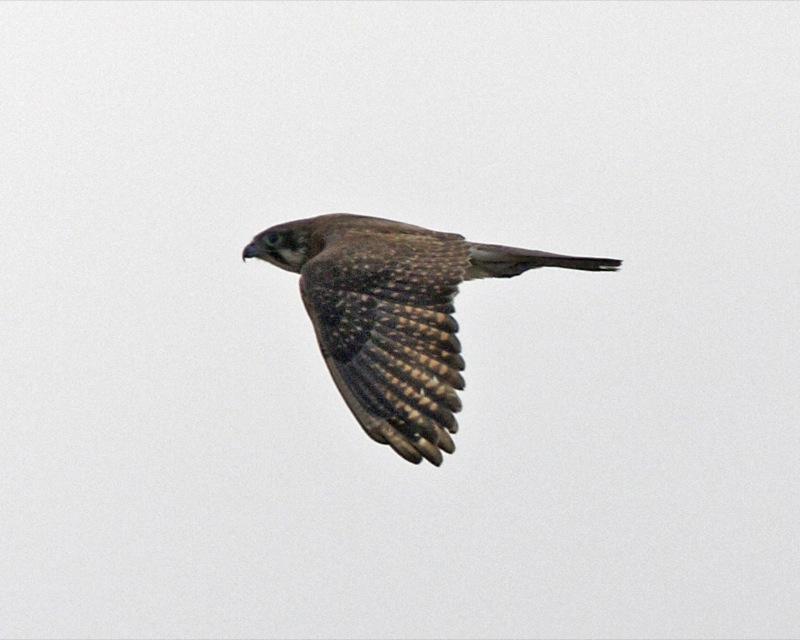
Habichtfalke im Flug, braune Morphe

In der Gefiederzeichnung gibt es hingegen keinen Geschlechtsdimorphismus, es existieren aber verschiedene Morphen. Zudem können je nach Alter, Region, Geschlecht oder Individuum weitere Variationen in der Färbung auftreten. Wachshaut, Schnabel und Beine sind bei allen Morphen weißlich blaugrau; bei juvenilen Tieren etwas dunkler. Es werden drei Morphen unterschieden:

#### Braune Morphe
Die braune Morphe zeichnet sich durch variable Brauntöne und -muster des Gefieders aus, wobei die individuelle Variation erheblich ist. Scheitel, Hinterkopf und Nacken sind rot- bis dunkelbraun und von dunklen Schaftstricheln überzogen. Der Nacken zeigt auf beiden Seiten eine dunkelbraune Fleckenzeichnung, die in einigen Fällen einen Kragen bildet. Kehle, Stirn und Ohrdecken sind weiß bis cremefarben; die Breite des Stirnstreifens variiert. Entlang der Ohrdecken verlaufen zwei dunkle, senkrechte Streifen. Zusammen mit den falkentypischen schwarzen Bartstreif entlang Schnabel und Kehle und dem ebenfalls schwarzen Brauenstreif vereinigt er sich unter dem Auge zu einem dunklen Band. Der dünne weiße Überaugenstreif reicht meist bis weit hinter das Auge und wird nach unten oft durch eine feine schwarze Linie abgegrenzt.
Die Oberseite wird von dunklen Brauntönen dominiert. Durch die schwarzen Schaftstrichel und hellen Ränder der Federn ergibt sich meist ein leicht uneinheitliches und schmutziges Erscheinungsbild. Handdecken und Daumenfittich sind etwas dunkler als Armdecken und Rücken. Die Schwungfedern sind auf dunklem Grund hell gebändert, wobei sich durch die dichte und schmale Bänderung bei gespreizten Flügeln ein feines, regelmäßiges Tüpfelmuster ergibt. Die Steuerfedern zeigen die gleiche Zeichnung.

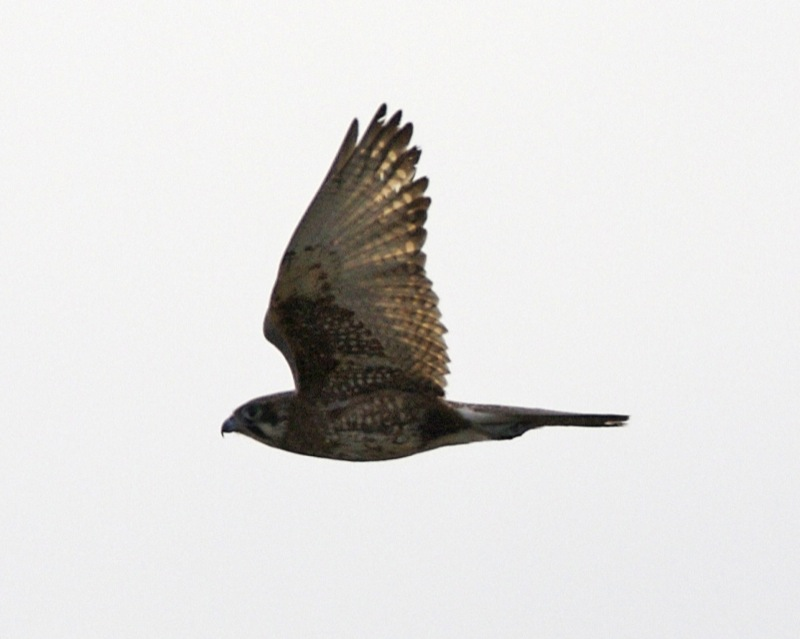
Habichtfalke im Flug, braune Morphe

Die Unterseite variiert je nach Individuum stark: Brust und Unterleib können überwiegend cremefarben, von unregelmäßigen braun-beigen Sprenkeln und Flecken übersät oder komplett dunkelbraun sein; die Übergänge sind dabei fließend. Die Hosen sind stets braun; die Flanken und Achselfedern sind in der Regel dunkelbraun gesprenkelt. Die Unterschwanzdecken sind hingegen in fast allen Gefiedern der braunen Morphe beige oder auf beigem Grund braun gebändert. Die Unterflügeldecken sind variabel auf beigem bis dunkelbraunen Grund in verschiedenen Brauntönen gesprenkelt; bei dunklen Vögeln einheitlich dunkelbraun. Die Unterseite der Schwungfedern ist weiß bis hell beige. Die Spitzen der Handschwingen formen einen dunklen Rand entlang des äußeren Flügels.

#### Rötliche Morphe

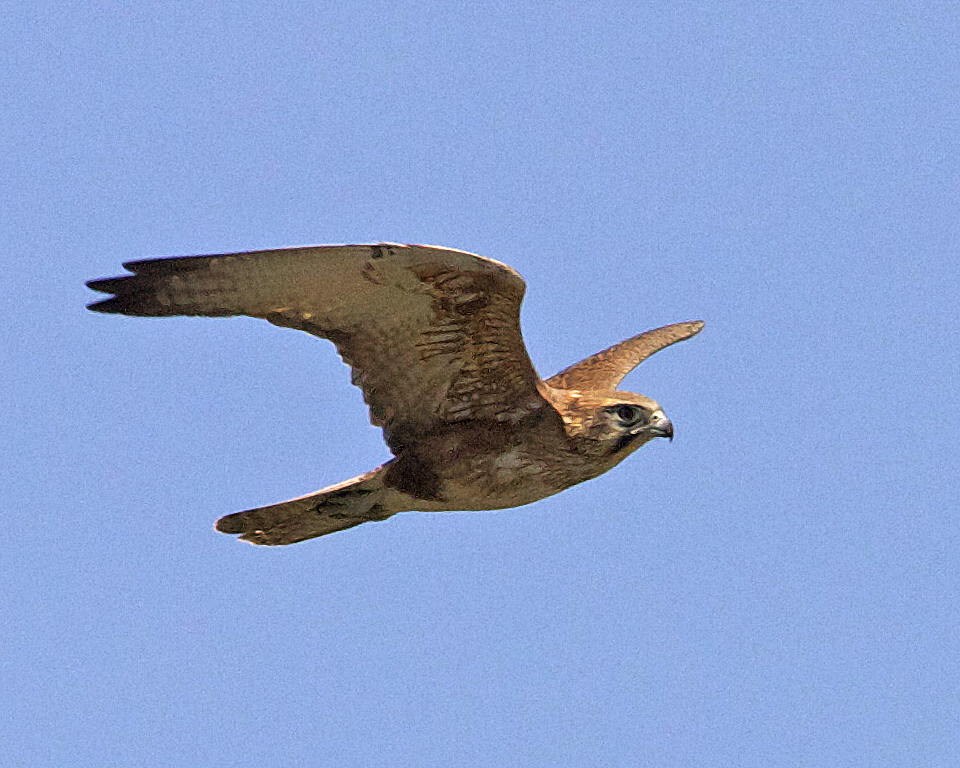
Rötliche Morphe des Habichtfalkens mit relativ heller Bauchseite

Vögel der rötlichen Morphe zeichnen sich vor allem durch den rotbräunlichen Farbton ihres Gefieders aus, dessen Zeichnung ansonsten dem der braunen Morphen ähnelt. An Stelle der weißen, beigen und sandfarbenen Anteile des Gefieders der braunen Morphe finden sich bei der rötlichen Morphe etwas dunklere, rostfarbene Töne. Die dunklen Bereiche des Gefieders wirken hingegen heller und sind eher kastanien- und rotbraun. Diese Färbung entsteht durch die Federsäume, die bei der rötlichen Morphe ins Rostfarbene gehen. Allerdings zeigen die Vögel auch hier sehr unterschiedliche Varianten und fließende Übergänge zur braunen Morphe. Gerade auf der Bauchseite reicht das Spektrum von hellem Beige ohne besondere Zeichnung bis hin zu überwiegend Rotbraun mit dunklen Stricheln, aber nur sehr selten Tüpfeln. Die Gesichtszeichnung ist bei hellen Tieren weniger stark ausgeprägt, dünner und heller als bei der braunen Morphe; in einigen Fällen sind Hinteraugen- und Brauenstreife kaum zu erkennen. Nur die Bartstreife zeichnen sich deutlich ab, sind aber ebenfalls dünner. Bei dunklen Gefiedern ist die Gesichtszeichnung stärker ausgeprägt und insgesamt dunkler und kräftiger.

#### Dunkle Morphe
Die dunkle Morphe erscheint in Sitzhaltung fast gänzlich dunkelbraun und ähnelt dunklen Vertretern der braunen Morphe. Lediglich unterhalb des Schnabels zeigt sich ein gelbbrauner Fleck, der bis zur Kehle hinabreichen kann. Unter- und Oberseite des Gefieders sind mehr oder weniger einheitlich schwarzbraun bis rußbraun. Rötliche Tüpfel oder Federsäume scheinen weniger stark durch als bei der braunen Morphe, zudem sind die einzigen hellen Anteile – die fein dunkel gebänderten Unterseiten der Schwingen und Schwanzfedern sowie die hellen Basen der großen Armdecken – heller. Dadurch ergibt sich ein stärkerer Schwarz-Weiß-Kontrast im Gefieder. Die Gesichtszeichnung zeichnet sich aufgrund der dunklen Grundfarbe weniger stark ab als bei anderen Morphen.

#### Juvenile Vögel
Juvenile Gefieder ähneln bereits denen adulter Vögel. Sie sind tendenziell jedoch einheitlicher und dunkler braun gefärbt. Die hellen Anteile des Kopf- und Brustgefieders sind eher rötlich als creme- oder sandfarben. Bei juvenilen Vögeln der braunen Morphe verläuft um den Nacken ein rötliches Halsband, das bei der rötlichen Morphe fehlt. Juvenile dunkle Vögel sehen adulten sehr ähnlich, auf der Oberseite ist aber eine rötliche Tönung durch Federsäume noch deutlich sichtbar.

### Flugbild
Habichtfalken erscheinen im Feld als kleiner bis mittelgroßer Raubvogel mit falkentypischem Aussehen. Die Flügel sind im Gleitflug leicht angewinkelt, wobei die Handgelenke abgeknickt werden. Der Kopf tritt deutlich zwischen den Flügeln hervor, der Schwanz ist im Gleitflug länglich, rechteckig und verhältnismäßig breit.

### Lautäußerungen
Habichtfalken sind akustisch sehr aktive Vögel. Ihr Rufe sind laut, krächzend und erinnern an das Geschrei von Papageien. Besonders in der Abenddämmerung sind dabei gackernde, heisere Laute, Gekrächze oder hühnerähnliches Gegluckse zu hören. Diese Rufe variieren mit schnellem, ratternden Geschwätz oder papageienähnlichem Kreischen. In direkter Kommunikation zwischen zwei Individuen, vor allem zwischen Partnern, verwenden Habichtfalken eher leisere Gluckslaute oder Krächzen. Mit Futter herannahende Männchen kündigen sich mit einem scharfen, kratzigen kiieer … kiieer an. Jagt ein Habichtfalke Beutetiere aus ihrer Deckung, gibt er ein Gackern von sich.

## Verbreitung und Lebensraum

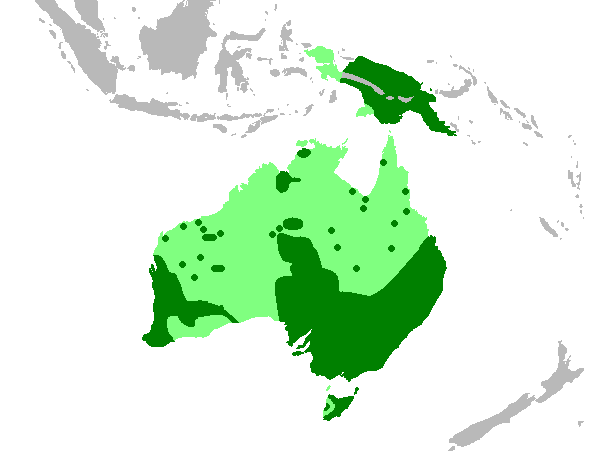
Verbreitungsgebiet des Habichtfalken
Verbreitungsschwerpunkte
Ganzjährige Verbreitung

Der Habichtfalke ist in ganz Australien, Tasmanien und Neuguinea ganzjährig verbreitet; die Verbreitungsschwerpunkte liegen jedoch hauptsächlich im Südosten, im Zentrum und im Südwesten Australiens, in Neuguinea ohne die Vogelkop-Halbinsel und in einigen verstreuten, kleineren Gebieten im Outback. Auch viele vorgelagerte Inseln Australiens im Süden und Norden des Kontinents werden vom Habichtfalken besiedelt, genauso wie eine Reihe von Inseln an der Nordküste Neuguineas.
Habichtfalken sind für gewöhnlich Standvögel. Vereinzelt legen Individuen aber größere Strecken zurück und juvenile Vögel verlassen die etablierten Reviere und Territorien der Eltern. Im australischen Winter nimmt die Zahl der Zugbewegungen zu, ein klares Muster ergibt sich jedoch nicht. Im Herbst überqueren besonders viele juvenile Habichtfalken die Bass Strait. Insgesamt scheinen Wanderungsbewegungen jedoch eher auf Wetterflucht und wechselnde Nahrungsangebote zurückzuführen als auf primär jahreszeitlich bedingte Umstände. Die längste gemessene Strecke, die ein Individuum zurücklegte, betrug 2047 km von South Australia nach Nordwesten. Andere Langstreckenwanderungen umfassten 410 km nordwestwärts innerhalb South Australias und 406 km von Victoria über die Bass Strait nach Tasmanien.
In seinen Habitatansprüchen ist der Habichtfalke nicht sehr wählerisch. Er fehlt lediglich im Regenwald und in dichter Eucalyptus-Vegetation. Die Vielfalt der von ihm besiedelten Lebensräume umfasst Stranddünen über die australischen Wüstengebiete, Farm- und andere Kulturlandschaften, Waldränder und Rodungsflächen bis hin zu bewaldeten Gebirgstälern in Neuguinea. Die Habitate reichen von Meereshöhe bis auf etwa 2000 m in Australien; in Neuguinea ist der Habichtfalke auch noch in Höhen von 2800 und vereinzelt sogar 3000 m anzutreffen.

## Siedlungsdichte
Die Siedlungsdichte schwankt zwischen 2,5 und 5,0 Paaren pro 100 km²; die höchste Siedlungsdichte fand sich in einem Gebiet von 20 km × 3 km Größe, wo hochgerechnet eine Siedlungsdichte von über 10 Paaren pro 100 km² erreicht wurde. Im ariden Outback und dem neuguinensischen Tiefland ist der Habichtfalke weniger häufig als im Rest des Verbreitungsgebietes.

## Jagd und Ernährung
Das Nahrungsspektrum des Habichtfalken ist sehr breit. Es umfasst Säugetiere, Vögel sowie bodenbewohnende Reptilien und Insekten. Der Anteil der einzelnen Beutegruppen variiert über das Jahr hinweg: In Tasmanien dominierten während der Brutzeit Vögel mit 50 % und Säugetiere 40 % an der Gesamtbeutemasse, außerhalb der Brutsaison bestand die Nahrung im Sommer zu je etwa 40 % aus Insekten und Reptilien. Im Winter ernährte sich die untersuchte Population von Säugetieren (30 %), Aas (30 %) und Vögeln (20 %). Bei den erbeuteten Säugern handelt es sich vornehmlich um Hasen, Wildkaninchen und Mäuseartige. Das Gewicht geschlagener Kaninchen reicht dabei bis 1 kg, bisweilen werden Hasen mit einem Gewicht von 2 kg geschlagen. Unter den Vögeln dominieren kleinere Arten, vor allem Stare (Sturnus vulgaris). Vereinzelt erbeuten Habichtfalken aber auch 300 g schwere Vögel und attackieren auch deutlich größere Arten. Unter den Insekten herrschen vor allem Springschrecken und Käfer vor.
Größere Beutetiere werden meist von einer Sitzwarte aus erspäht und erjagt, bisweilen aber auch aus dem Gleitflug heraus. Darüber hinaus fliegen Habichtfalken auch oft schnell und tief über dem Boden, um potentielle Beute aus ihrer Deckung zu jagen. Teilweise arbeiten dabei auch zwei Vögel zusammen, indem der eine die Beute aus ihrem Versteck scheucht und der andere sie dann aus größerer Höhe schlägt. Reptilien und Wirbellose werden meist vom Boden aus zu Fuß verfolgt und mit den Klauen gegriffen. Oft folgen Habichtfalken auch Mähdreschern, Traktoren oder Viehherden, um fliehende Insekten erbeuten zu können. Auch die Fronten von Flurbränden stellen einen Anziehungspunkt für Habichtfalken dar. Gelegentlich transportieren sie brennende Zweige, um durch die Verbreitung der Brände Beute machen zu können. Bisweilen betreiben sie zudem Kleptoparasitismus, indem sie anderen Beutegreifern die Beute abjagen.

## Sozialverhalten
Adulte Habichtfalken leben in der Regel allein oder in Paaren. Von Zeit zu Zeit finden sich jedoch auch größere Gruppen zusammen, dieses Verhalten ist noch häufiger bei immaturen Vögeln zu beobachten. Solche losen Zusammenschlüsse finden besonders dann statt, wenn reichhaltige Futterquellen verfügbar sind und können zur Bildung von Schwärmen mit mehr als 100 Individuen führen.

## Fortpflanzung und Brut
Die Brutzeit ist je nach geographischer Breite und wahrscheinlich auch abhängig vom Nahrungsangebot variabel. In Tasmanien und im südlichen Australien beginnt sie in der Regel im September und dauert bis Januar, kann aber auch bereits im Juni beginnen und im Februar enden. In Nordaustralien und Neuguinea findet die Brut meist zwischen April und November, seltener Dezember, statt. Es ist unklar, wie stark die Vögel an diese Zeiträume gebunden sind; dass Habichtfalken aber in jedem Monat des Jahres brüten, konnte bisher auch nicht festgestellt werden.

### Balz
Zu Beginn der Brutzeit zeigen Habichtfalken verschiedene Flugmanöver, die von lauten Rufen begleitet werden. So kreisen sie etwa in großer Höhe, vollführen Sturzflüge, Rollen, Zickzackflüge oder stilisierte Jagdmanöver in niedriger Höhe. Akustisch wird dies durch lautes Gackern und Krächzen untermalt.

### Brut
Habichtfalken bauen wie alle Falken keine eigenen Nester, sondern nutzen verlassene Brutplätze anderer Vögel oder natürliche Mulden, Höhlen oder Vertiefungen für ihr Gelege. Diese werden lediglich durch einiges zusätzliches Material wie Zweige oder Rindenstücke ergänzt. Die Höhe der verwendeten Brutplätze kann dabei in jeder beliebigen Höhe bis 50 m über dem Erdboden liegen. Das Weibchen legt für gewöhnlich zwei bis drei Eier, seltener finden sich ein bis fünf Eier in einem Gelege. Die Nestlinge schlüpfen 31–36 Tage nach der Eiablage und werden nach weiteren 36–41 Tagen flügge. Die Abhängigkeit von den Eltern zieht sich danach noch etwa sechs Wochen hin.

## Taxonomie

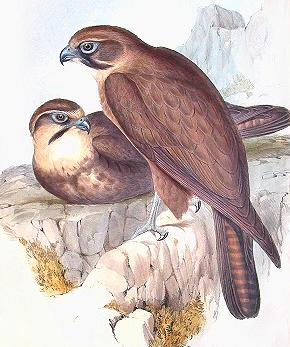
Lithographie von John und Elizabeth Gould aus The Birds of Australia

### Forschungsgeschichte
Die Erstbeschreibung erfolgte 1827 durch Thomas Horsfield und Nicholas Aylward Vigors in ihrem Wer A description of the Australian birds in the collection of the Linnean Society; with an attempt at arranging them according to their natural affinities beschrieben. Das Artepitheton berigora, das sie dem Taxon gaben, leitet sich von einem Aborigines-Namen des Vogels her.

### Systematik
Für den Habichtfalken wurden mindestens acht Unterarten beschrieben. Das Handbook of the Birds of the World erkennt davon drei an, James Ferguson-Lees und David Christie reduzieren diese in ihrem Handbuch Raptors of the World um eine weitere.
- F. berigora berigora Vigors & Horsfield, 1827: Nominatform, im humiden Teil Australiens verbreitet.
- F. berigora novaeguineae (A. B. Meyer, 1894): Verbreitet in Neuguinea und den vorgelagerten nördlichen Inseln.
- F. berigora occidentalis (Gould, 1844): Aride Gebiete des Australischen Inlandes.

Für Ferguson-Lees und Christie scheidet F. berigora occidentalis als Unterart aus, weil alle Populationen des Habichtfalken starke farbliche Variationen aufweisen und deshalb alle Vögel Australiens und Tasmaniens als zu einer Unterart gehörig betrachtet werden müssten. Zwar ergäben sich gewisse Muster, etwa eine Häufung der rötlichen Morphe in ariden Gebieten oder das Auftreten besonders heller Tiere in Tasmanien; diese rechtfertigten jedoch keine Unterteilung in Unterarten. Lediglich den neuguinensischen Habichtfalken billigen Ferguson-Lees und Christie den Status einer Unterart zu, da sie durchweg dunkler und deutlicher in der Gefiederzeichnung seien als australische Vögel.

## Bestand und Gefährdung
Der Habichtfalke zählt zu den häufigsten Falkenartigen Australiens; Ferguson-Lees und Christie schätzen den Bestand auf mehrere Hunderttausend Vögel, Tom Cade ging 1982 von 225.000 Brutpaaren aus. Derzeit bestehen nirgendwo im Verbreitungsgebiet ernsthafte Bedrohungen für die Bestände. Zwar werden Habichtfalken gelegentlich geschossen oder mit Fallen erlegt, Rückgänge sind aber lediglich lokal zu beobachten und wahrscheinlich auf Vergiftung von Kadavern im Winter oder auf Pestizide zurückzuführen.